# Cuisine salvadorienne

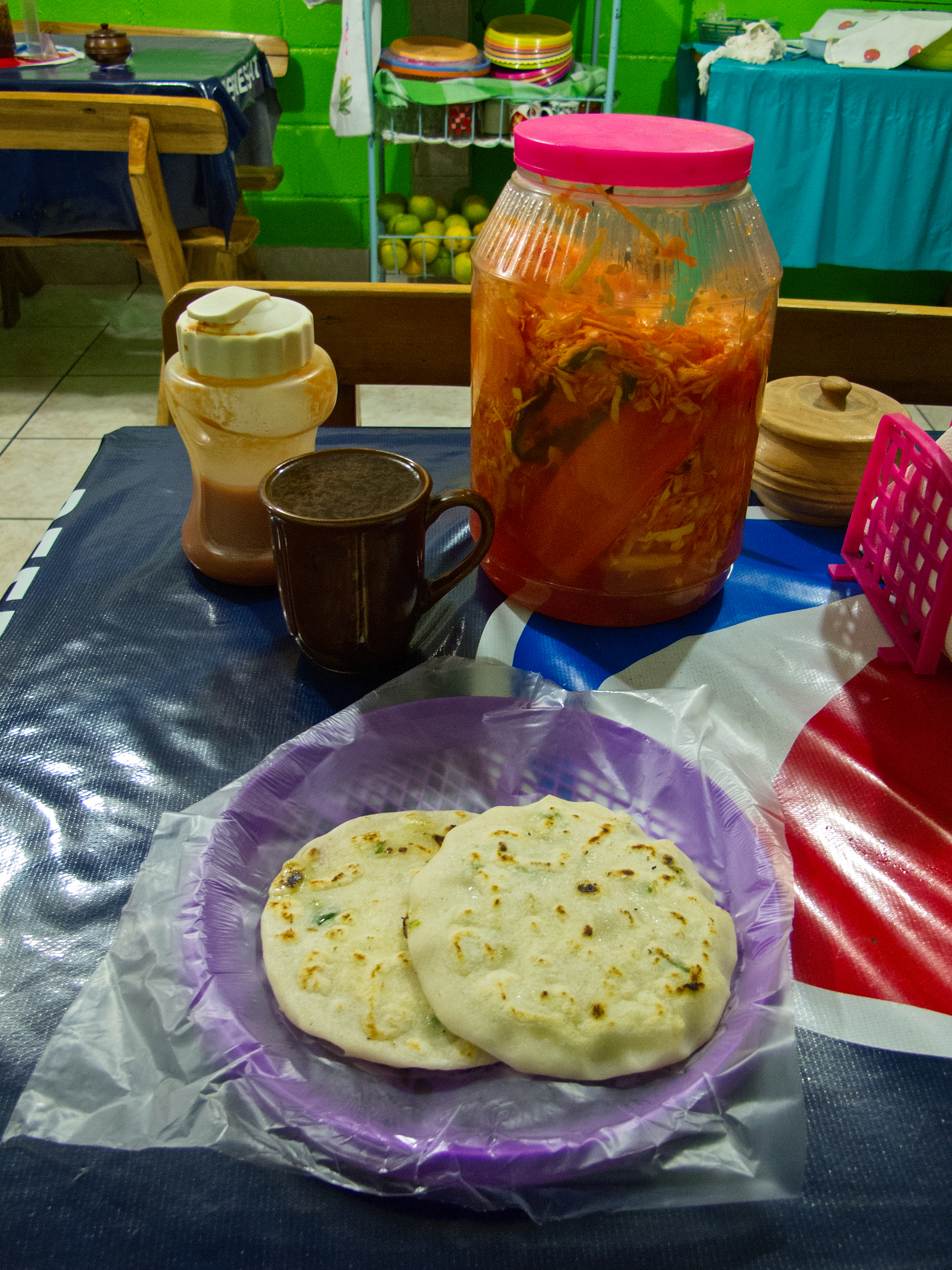
Pupusas et leurs accompagnements traditionnels.

La cuisine salvadorienne est issue de la combinaison des mets d'Espagne avec ceux des populations indigènes du Salvador, particulièrement les peuples lenca, pipil et maya.
La gastronomie est principalement composée d'ingrédients d'origine locale, en particulier le maïs, les haricots, le riz, le poulet, le bœuf, le porc, les fruits de mer, les animaux sauvages, les produits laitiers et de nombreux fruits et légumes. Quant aux boissons, l'une des plus importantes est le café.
La pupusa est un pain plat très répandu au Salvador (et aussi au Honduras) à base de farine de maïs ou farine de riz, semblable à l'arepa vénézuélienne et colombienne. Au Salvador, la pupusa a été déclarée plat national et a une journée spécifique pour la célébrer. Elle est généralement farcie avec un ou plusieurs ingrédients.
La sopa de patas est une soupe saine à base d'ingrédients variés, notamment de l'amidon, des épices et de la viande, mais ce qui donne à cette soupe une saveur particulière, c'est qu'elle est bouillie avec des sabots de vache. les autres ingrédients comprennent les tripes, le manioc, les maïs sucrés, les courges, les bananes plantains et les haricots verts.

## Histoire

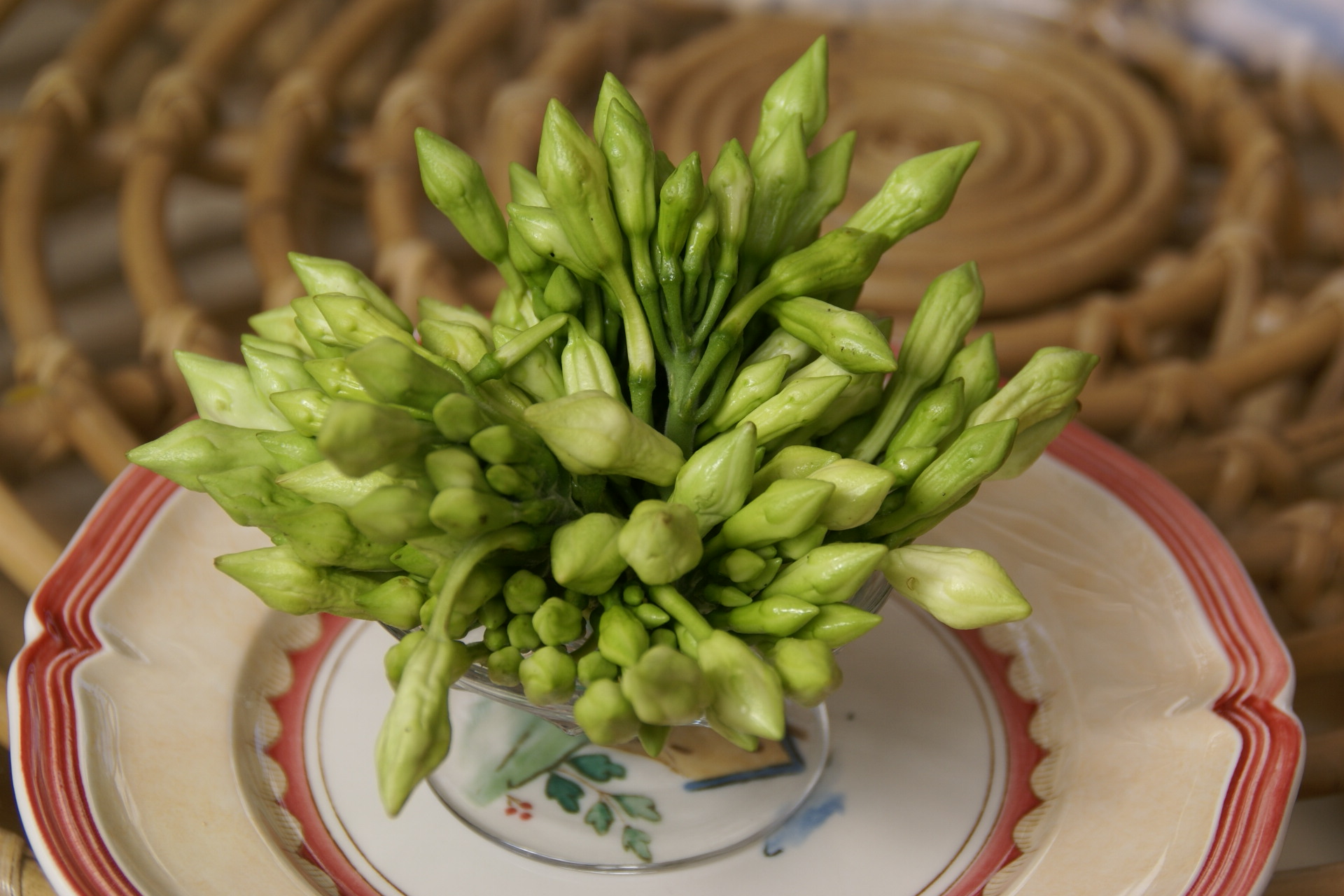
Le loroco, une plante indigène, est notamment utilisé dans la préparation des pupusas.

Le Salvador est habité depuis des milliers d'années par plusieurs peuples autochtones de Mésoamérique dont les habitudes alimentaires reposent sur des végétaux locaux, soit le maïs, le haricot, la patate, le cacao, le yucca, la courge et le loroco. Ils consommaient également d'autres produits tels que des tubercules, des herbes et des fruits tels que la sapote, la nance, la piñuela, la pitahaya, des piments, l'épazote, le pourpier, le chipilín, la chayote, la patate douce et le jicama. Des produits d'origine animale étaient aussi consommés tels que la dinde, le cerf, l'écureuil, le lapin, le lièvre, le cusuco, le cotuza, le paca, l'iguane, la tourterelle et la caille.
Lorsque le territoire est occupé par l'Empire espagnol, les colonisateurs, originaires en grande partie des Asturies et de la Galice, apportent de nouveaux aliments dans la région, notamment le lait, le beurre, le riz, le blé, la canne à sucre, l'olive, l'amande, la prune, plusieurs épices et de nouveaux animaux, tels que des chevaux, des moutons, des chèvres et du poulet. Plus tard, le café allait faire son entrée dans les habitudes alimentaires salvadoriennes et deviendra, au début du XIXe siècle, un produit d'exportation. Éventuellement, des influences arabes et africaines influenceront également la cuisine salvadorienne, à l'arrivée d'une immigration moyen-orientale au pays.

## Ingrédients principaux
Le maïs est l'ingrédient principal de la cuisine typique salvadorienne. Le yucca, le blé, la tomate, le piment, le lait, le fromage, la viande, le poulet, le cacao, les pâtes et les fruits occupent également une place très importante dans les traditions culinaires du pays. Le maïs comme le yucca étaient consommés par les peuples indigènes de la région et sont à l'origine de plusieurs mets et préparations salvadoriennes.

## Plats

### Soupes
Composées fréquemment de viande, de produits laitiers et de légumes, les soupes sont couramment consommées au Salvador.
- La sopa de patas, l'un des mets les plus consommés au pays, tire son nom des pattes de vache qui servent à faire son bouillon. Elle est composée également de tripes, de güisquil, d'haricots verts, de manioc, et parfois de jus de citron, de piment et de maïs.Un bol de sopa de patas.

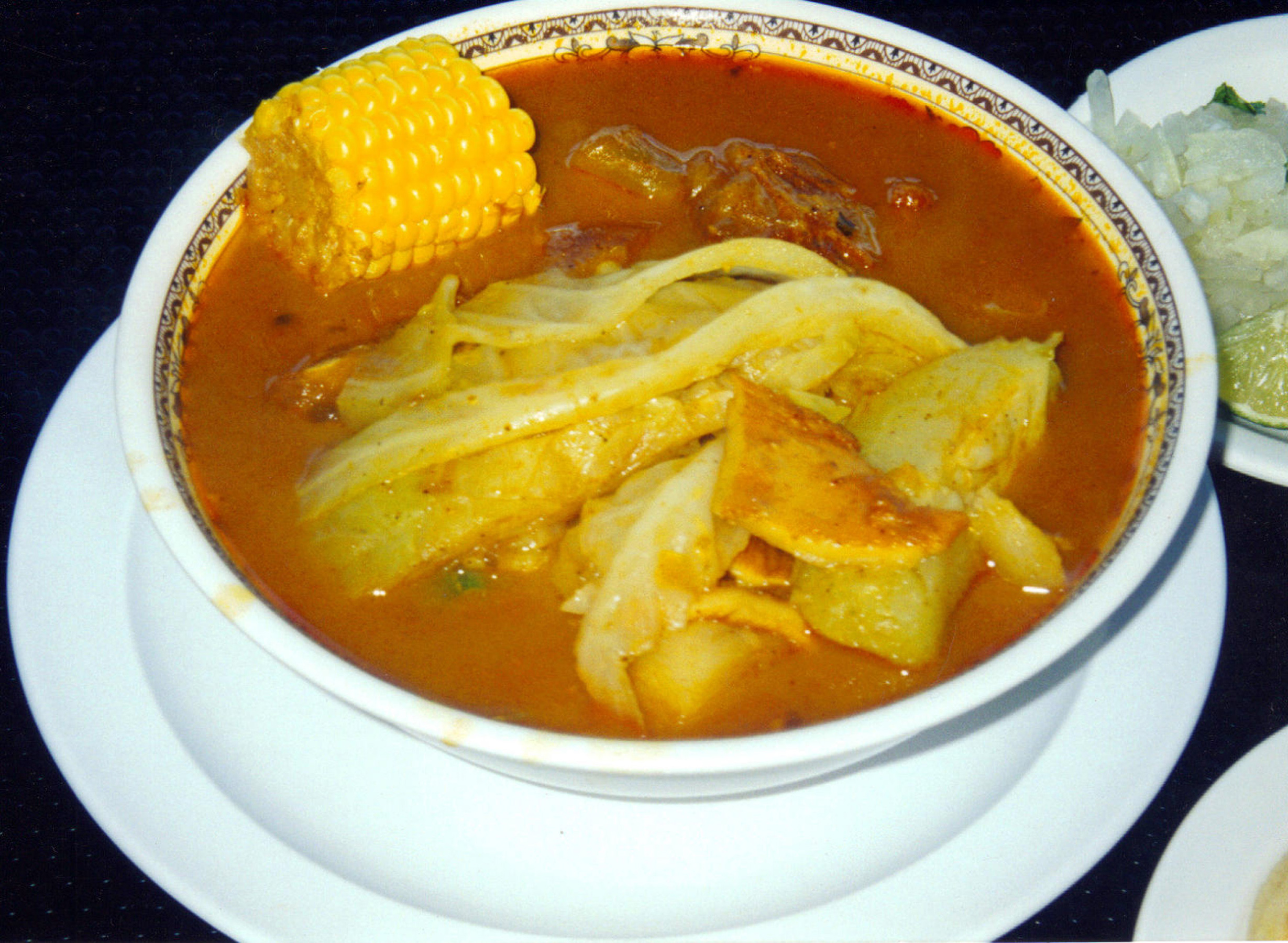
Un bol de sopa de patas.

- La soupe au bœuf, composée notamment de bœuf, d'os de bœuf, de carottes, de banane, de maïs, de pommes de terre et de citrouille.

- La gallo en chicha est une soupe à base de coq, de maïs et de dulce de tapa.
- La soupe de poulet, non uniquement salvadorienne, constitue au Salvador un ragoût de poulet, de tomates, de poivrons verts, de güisquil, de carottes et de pommes de terre.
- La soupe de poisson est une soupe à base de poisson ou de fruits de mer, de farine de maïs, de tomate, de poivron vert, de cumin et de rocou ; elle est très consommée à Pâques.
- La soupe indienne au poulet est une soupe composée notamment de poulet indien, de güisquil, de pommes de terre, de carottes, de pipianes, de maïs et de riz.

- Soupe chipilín
- Soupe de fruits de mer
- Consommé de garrobo
- Crème de homard
- Crème et soupe de crevettes
- Soupe des sept mers

## Desserts et snacks
Au Salvador, il s'y consomme, à titre de dessert, une grande gamme de pâtisseries et pains sucrés (pan dulce). Les fruits sont également largement consommés, comme les mangues, les noix de coco, les papayes et les bananes. Des fruits accompagnés de crème glacée et de cannelle saupoudrée constituent un dessert courant.
Les desserts salvadoriens les plus courants comprennent :
- Semita de piña, une confiture d'ananas prise en sandwich entre des couches de pâte (à ne pas confondre avec la cemita mexicaine) ;
- Quesadilla salvadorienne (es), un quatre-quarts à base de farine de riz et de queso duro blando (un fromage fort et salé) garni de graines de sésame (sans rapport avec la quesadilla mexicaine) ;
- Torta de yema, un quatre-quarts à base de farine de blé parfumé à la cannelle ;
- Marquesote, une génoise parfumée à la cannelle et parfois à l'anis, servie en longues tranches rectangulaires ;
- Salpores, biscuits à base de farine de riz parfumés à la cannelle, à la texture courte (riche et friable) ;
- Poleada ou manjar de leche, un boudin blanc à base de lait, de fécule de maïs et de sucre, parfumé à la vanille ;
- Arroz con leche, riz au lait aromatisé aux graines d'anis, à l'anis étoilé ou aux raisins secs ;
- Empanadas de platano, boulettes à base de plantains très mûrs, fourrées de crème anglaise à la vanille, frites puis roulées dans du sucre ;
- Le dulce de leche salvadorien a une texture douce et friable.